# هالی پالانس
هالی پالانس (به انگلیسی: Holly Palance)(زادهٔ ۵ اوت ۱۹۵۰) بازیگر آمریکایی است. از فیلم‌های او می‌توان به بهترین زمان اشاره کرد.